# Onuphis vexillaria
Onuphis vexillaria är en ringmaskart som beskrevs av Moore 1911. Onuphis vexillaria ingår i släktet Onuphis och familjen Onuphidae. Inga underarter finns listade i Catalogue of Life.